# Indoor TV
Indoor TV (досл.: «телевидение внутри помещения») — целенаправленное размещение информационных сообщений и материалов на видеоэкранах, расположенных внутри помещений в общественных местах. Также его иногда называют indoor video.
Русскоязычные термины: локальное телевидение, интерактивное телевидение. Общеупотребительного термина на русском языке пока нет в силу отсутствия российских производителей на рынке, новизны этих систем в России и их относительно недавнего использования.
Сети Indoor TV основываются на аудиовизуальной технологии с возможностью обновления информации онлайн и трансляции видеоматериалов. Транслируемый контент ориентирован на целевую аудиторию: такие системы используются в первую очередь для оперативного обеспечения людей сведениями, нужными им в конкретном месте и конкретное время.

## Предпосылки и области применения Indoor TV
Indoor TV применяется для множества различных задач, в том числе:
- Публичное информирование — новости, погода, курсы валют, гороскоп и т. д.;
- Локальное информирование — схема помещения, электронные указатели, информация об учреждении и т. д.;
- Внутреннее информирование — внутрикорпоративные новости, проведение видеоконференций, трансляция новостей и приказов, специфическая информация в учреждениях здравоохранения, образования и т. д.;
- Реклама — воздействие на покупателя в сфере продаж товара, осведомление покупателей о новинках и промоакциях;
- Повышение качества времени ожидания — развлекательные программы, познавательные передачи и т. д.;
- Система обратной связи — информационные киоски, динамическая навигация и т. д.;
- Управление работой — «электронная очередь».

## Построение систем Indoor TV

### Оборудование
Система Indoor TV строится на «четырех китах»: управляющем компьютере, плеере, коммутаторах и средствах доставки, отображающих устройствах (мониторах).

#### Управляющий компьютер
С помощью программного обеспечения, устанавливаемого на компьютер, обрабатываются видео, графические, flash, HTML файлы и создается контент, предназначенный для трансляции. Программное обеспечение позволяет получать отчеты о работе, формировать расписание выхода роликов в эфир, расписание автоматического обновления, задавать режим отображения рекламной и развлекательной информации по определенным зонам экрана.

#### Сетевой плеер
Плеер предназначен для хранения и передачи информации, созданной с помощью программного обеспечения. Использование плеера главным образом вызвано соображениями экономичности и надежности: он позволяет уменьшить затраты на построение и использование сети Indoor TV, поскольку работает под бесплатной ОС Linux, потребляет не более 5 Вт электроэнергии (стандартный ПК потребляет около 100 Вт) и не требует постоянной работы управляющего компьютера. Плеер имеет возможность обновления материалов через сеть LAN.

#### Коммутаторы и средства доставки
Коммутаторы обеспечивают распределение видеосигналов по каналам связи, а системы доставки позволяют, используя физические носители (кабели, эфир), доставить контент от источника к устройству отображения.

#### Отображающие устройства
Сеть Indoor TV может содержать несколько сотен мониторов. Обычно тип экрана (ЖК или плазма) подбирается исходя из преследуемых целей и поставленных задач.

## Стандарты
Комитет en:POPAI по Indoor TV выпустил стандарт по форматам экранов.

## Размещение Indoor TV в России
В России системы Indoor TV нашли применение в рекламе, на транспортных узлах и в сферах предоставления услуг. Электронными системами вещания оборудованы рестораны, аэропорты, вокзалы, отделения Почты России, ВУЗы и т. п. Рекламные экраны размещены в аэропортах, торгово-развлекательных центрах, бизнес-центрах, супермаркетах.